# Exalphus guaraniticus
Exalphus guaraniticus är en skalbaggsart som först beskrevs av Lane 1955.  Exalphus guaraniticus ingår i släktet Exalphus och familjen långhorningar.
Artens utbredningsområde är Paraguay. Inga underarter finns listade i Catalogue of Life.